# Grand Prix automobile de la Corse

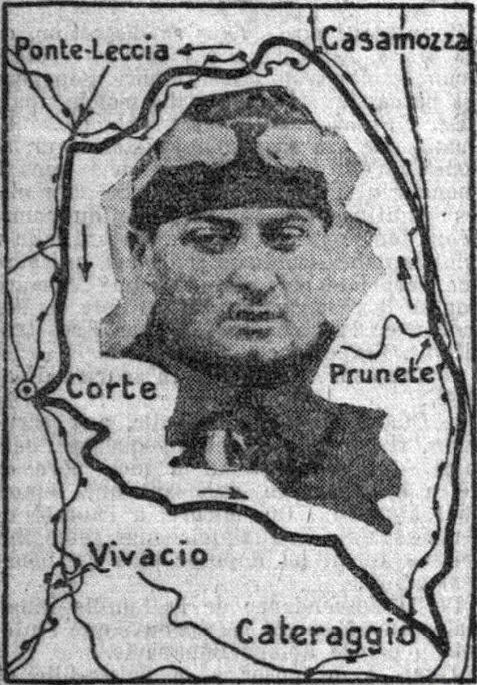
Albert Guyot, et le circuit du GP de la Corse 1921.

Le Grand Prix automobile de la Corse est un Grand Prix unique pour voitures de sport (SportsCars), essentiellement de Grand Tourisme, qui s'est tenu le 21 avril 1921 dans le centre-est de la Corse (actuel sud de la Haute-Corse). Il est la seule épreuve de ce type à avoir été organisée dans l'île de Beauté.

## Histoire
Organisé par l'Automobile Club de la Corse alors naissant et son Président Noël Pinelli, il célèbre avec quinze jours d'avance le centenaire de la mort de Napoléon Ier.
L'évènement se déroule entre le 18 et le 21 avril. Le premier jour est consacré aux vérifications techniques, et le deuxième aux éliminatoires sur un parcours de cinq kilomètres de Cateraggio à Prunete, où les candidats doivent dépasser la moyenne horaire de 100 kilomètres. Après une journée de repos, les hostilités débutent réellement sur le coup de 8 h 30, pour se clore définitivement à 16 h. Tous les équipages sont français ; des neuf engagés en Grand Tourisme, six arrivent à franchir la ligne d'arrivée.
Le trajet, grossièrement triangulaire et dans les terres à l'arrière de l'étang de Diane, suit un parcours Casamozza, vallée du Golo, Barchetta, Ponte Novo, Ponte Leccia, Francardo, Caporalino, Soveria, col de San Quilico (566 mètres), Corte, vallée du Tavignano -avec ses gorges profondes-, Cateraggio, Prunete et Folelli (en lignes droites qui longent le littoral, soit un tiers du parcours favorisant la vitesse de pointe près de la mer, pour deux tiers de sinuosités aussi à surmonter), avec un retour à Casamozza, le village où sont ordonnés départ et arrivée. Il est à la croisée des RT 50 (ex-RN 200) et RT 10 (ex-RN 198).
Turcat-Méry, venu de Marseille, présente quatre véhicules (aux mains de de Bary, d'Henri Rougier, de d'Avaray et de François Repusseau, tous ces pilotes parvenant à l'arrivée), Chenard & Walker trois (pour d'Auvergne, André Lagache et Rouvier), et Bignan Sport deux (avec Albert Guyot et de Nougue), soit neuf partants en Sport avec trois écuries équipées de moteurs de 3 litres de cylindrée, tous les véhicules étant à quatre places (les deux arrières seront lestées pour l'équilibrage en course) et avec tous leurs accessoires de carrosserie d'origine. Bignan aligne la version 3 L de la voiture due à son ingénieur Némorin Causan.
Avec de Bary et Rougier, Turcat-Méry a obtenu les deux meilleurs temps des qualifications au deuxième jour.
Sont aussi attribués un Prix des Touristes (sept engagés), et un Prix des voitures légères (trois concurrents), tous deux décernés après un tour de circuit unique.
Le vainqueur Sport Albert Guyot touche 50 000 francs de la part du comité de course, 25 000 francs du conseil général des Bouches-du-Rhône, et sa voiture 25 000 francs du conseil général de la Corse. Les gagnants des deux autres prix après une boucle ne se voient remettre que 2 500 francs chacun (Sady Lecointe sur Rolland-Pilain en Tourisme, et Pierre Delaunay sur Bignan 1,4 l en légères).
Parmi les officiels à l'arrivée figurent le ministre des Travaux publics Yves Le Trocquer, et le député de la Corse et ancien ministre de la Marine Adolphe Landry.
La compétition est entachée par le décès de Delaunay (perte de contrôle de sa voiture sur un dos d'âne, qui entraîne également la mort de son mécanicien embarqué). Une stèle sur la RN200 est là pour rappeler encore l'évènement.

## Classement de la course
| Pos. | no | Pilote              | Voiture                    | Temps             |
| ---- | -- | ------------------- | -------------------------- | ----------------- |
| 1    | 3  | Albert Guyot        | Bignan 3 L                 | 6 h 7 min 51 s 4  |
| 2    | 2  | Henri Rougier       | Turcat-Méry PG Sport 40 CV | 6 h 42 min 3 s 2  |
| 3    | 7  | François Repusseau  | Turcat-Méry PG Sport 40 CV | 6 h 46 min 40 s 2 |
| 4    | 5  | Christian Dauvergne | Chenard & Walker           | 6 h 52 min 23 s 6 |
| 5    | 1  | Benoist de Bary     | Turcat-Méry PG Sport 40 CV | 6 h 54 min 7 s 8  |
| '6   | 6  | Antoine d'Avaray    | Turcat-Méry PG Sport 40 CV | 7 h 11 min 10 s 2 |

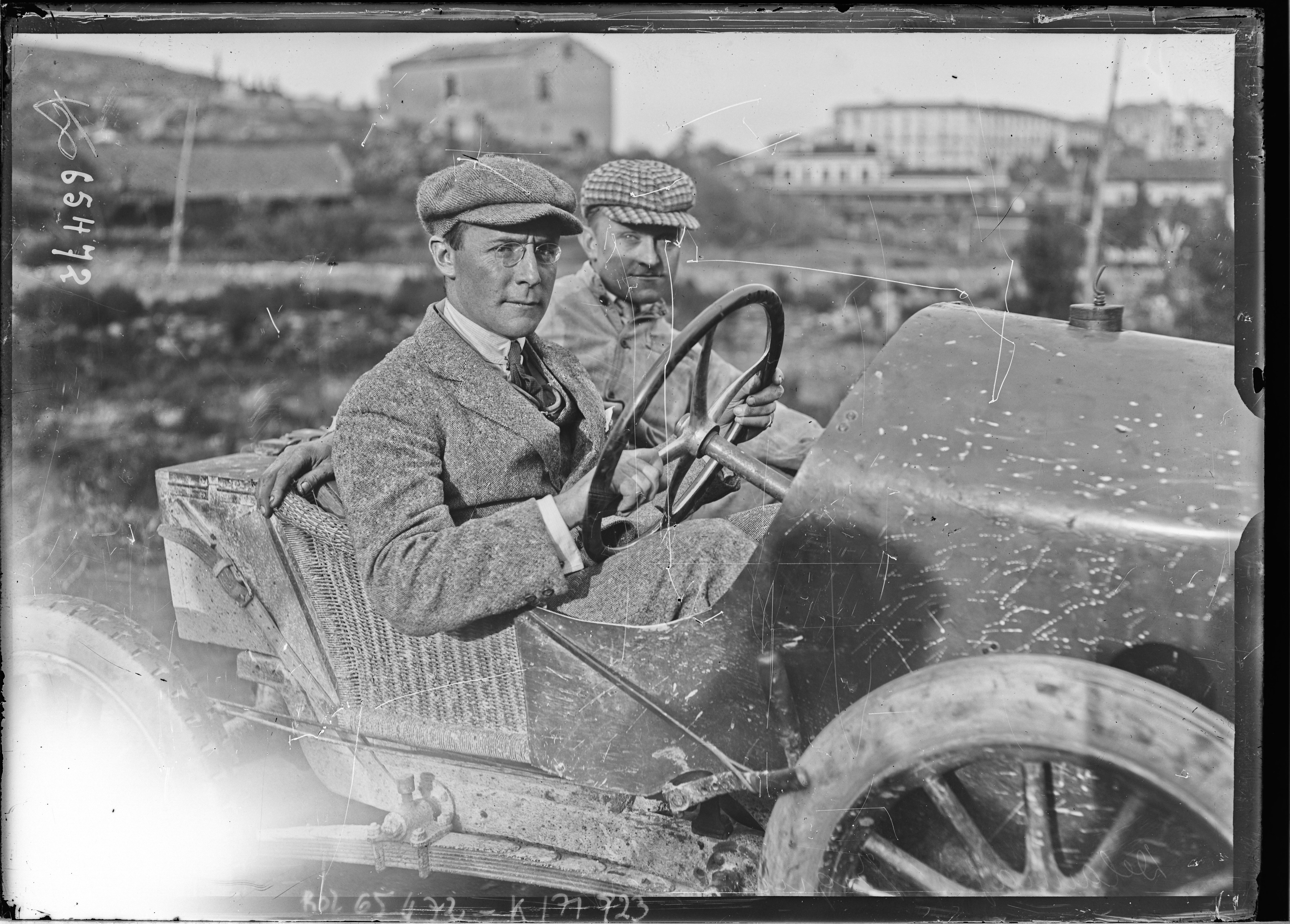
Pierre Delaunay et Louis Gidard ont tous les deux été tués dans cette course

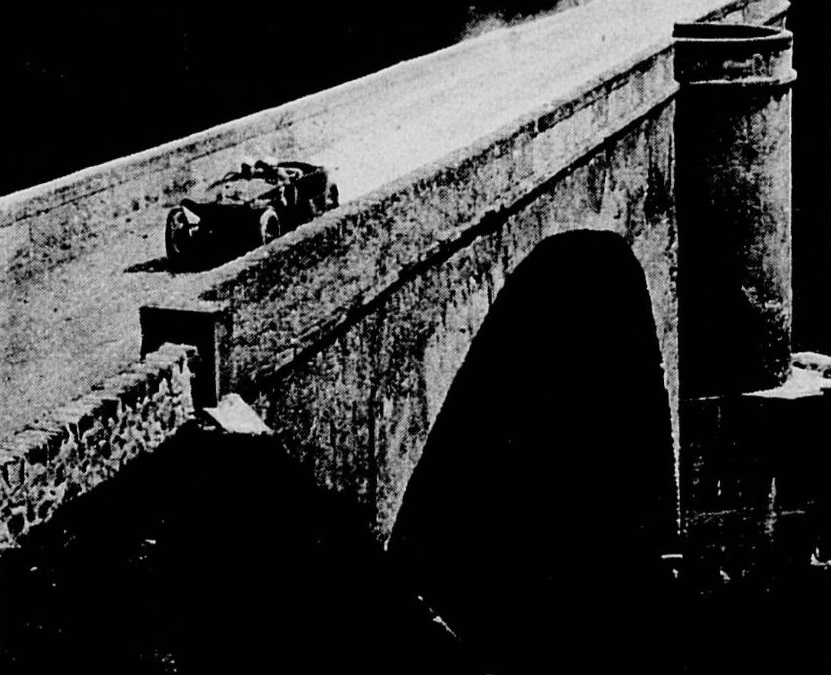
Albert Guyot, vainqueur du circuit de la Corse en 1921 sur sa Bignan 3L..

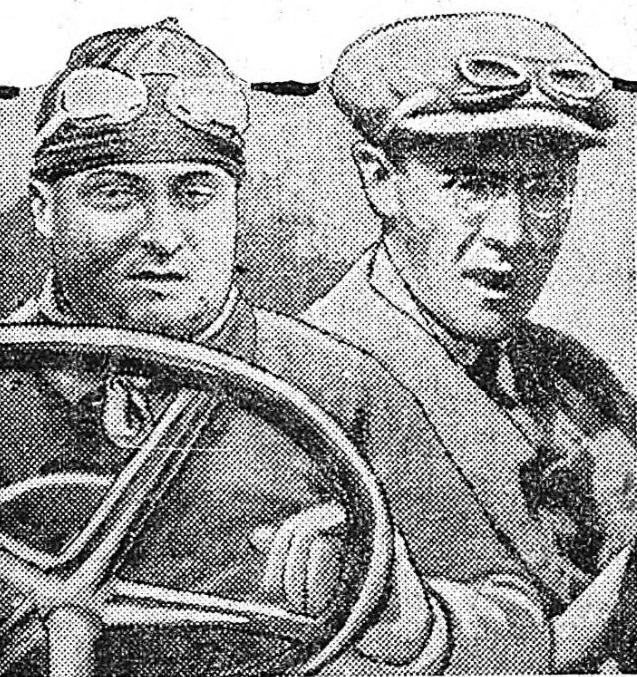
Albert Guyot (G) et Delaunay décédé (D), au Grand Prix de Corse 1921.

Notes : André Lagache, alors sixième, doit abandonner dans le dernier tour. Trente-cinq ans plus tard, le Tour de Corse fera son apparition comme nouvelle épreuve d'importance dans l'île.

## Tours en tête
- 1er tour : Guyot (19 voitures de diverses catégories alors sur la route dès le début) ;
- 2e tour : Guyot (avec ravitaillements en essence assurés à la fin de ce dernier).